# No creo
Singles de Shakira
Inevitable
(1998) Ojos Así
(1999)
Pistes de ¿Dónde están los ladrones?
Moscas en la Casa
(3) Inevitable
(5)
No creo est chanson de l'auteure-compositrice-interprète colombienne Shakira. Elle est sortie deux fois en tant que single, une fois en 1999 pour son album ¿Dónde están los ladrones? et une seconde fois en 2000 dans une version live de son album acoustique MTV Unplugged.
Dans la chanson, la chanteuse explique qu'elle ne croit en rien excepté l'amour véritable, en faisant référence à la chance, la religion (Vénus et Mars), l'idéologie (le communisme avec Marx), la philosophie (Jean-Paul Sartre) et la réincarnation (Brian Weiss).

## Classements
| Classement (1999-2000) | Meilleure position |
| ---------------------- | ------------------ |
| Hot Latin Songs        | 9                  |
| Latin Pop Airplay      | 2                  |